# Trombocytopeni
Trombocytopeni är brist på trombocyter (blodplättar), ett tillstånd som ger ökad blödningsbenägenhet.

## Orsaker
Trombocytopeni orsakas av antingen:
- minskad produktion av trombocyter i benmärgen,
- förstorad mjälte (splenomegali)
- ökad åtgång av trombocyter vid olika sjukdomar och tillstånd, eller läkemedelsutlöst
- en kombination av de tre föregående[1]

### ITP
Immunologisk trombocytopen purpura (ITP) är en form av trombocytopeni som orsakas av autoimmun nedbrytning av trombocyter. Akut ITP drabbar mest barn, oftast efter en virusinfektion, och läker ut spontant. Kronisk ITP förekommer hos vuxna och är en livslång sjukdom.

### TMA/TTP
En sällsynt och allvarligare form av trombocytopeni är trombotisk mikroangiopati (TMA) eller trombotisk trombocytopen purpura (TTP). Denna ger, förutom ökad blödningsbenägenhet, även hemolys och neurologiska symtom.

## Symtom
Måttlig trombocytopeni ger ofta inga symtom. I takt med graden av trombocytopeni ökar symtomen. Svår trombocytopeni kan ge blödningar i hud s.k petechier (utslag eller blåmärken) och slemhinnor (mun, näsa, tarm, urinvägar och livmoder). I sällsynta fall förekommer blödningar i centrala nervsystemet, leder och muskler.

## Behandling
Behandling av trombocytopeni innefattar fastställande och behandling av grundorsaken, och i allvarliga fall transfusion av blod.